# Vereinigung Heimatvertriebener Deutscher Studenten

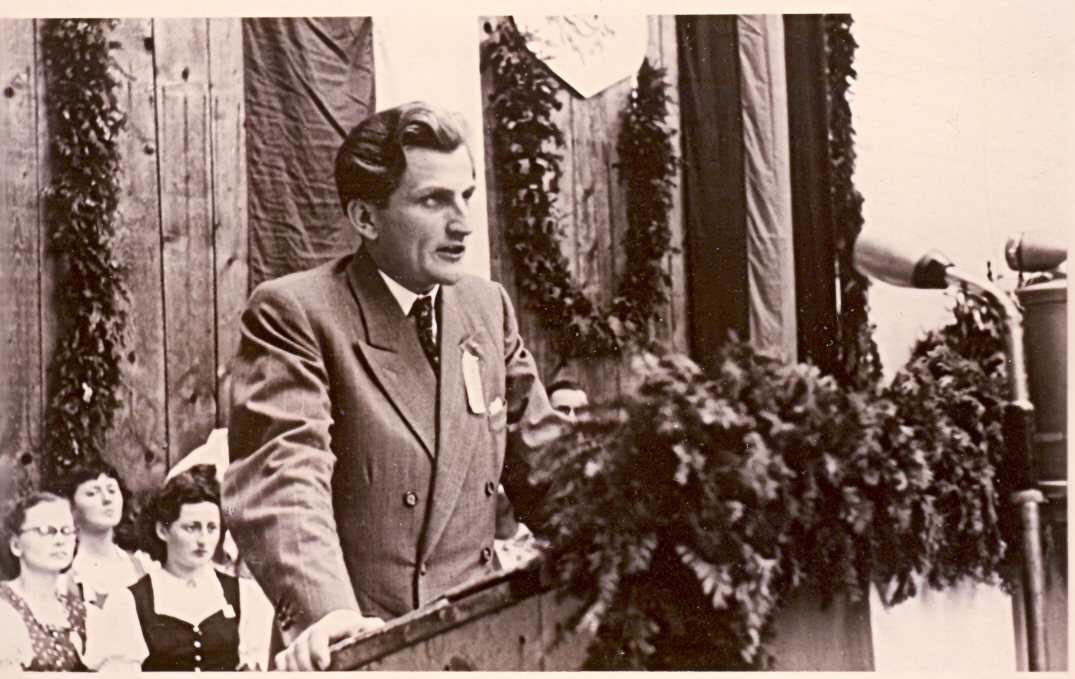
Vorstandsmitglied Walter Franz Schleser im Juni 1952 bei der Ehrenpromotion von Father E. Reichenberger in Graz

Die Vereinigung Heimatvertriebener Deutscher Studenten (VHDS) war eine Interessengemeinschaft heimatvertriebener Studenten nach dem Zweiten Weltkrieg. Sie bestand von 1950 bis 1964.

## Tätigkeitsbereiche

### Sozialarbeit am Hochschulort
Mit der Währungsreform 1948 verschlechterte sich die soziale Lage der vertriebenen Studenten. Im Hinblick auf eine zu erwartende „Soforthilfe“-Regelung schlossen sich im Wintersemester 1948/49 mit Unterstützung der Allgemeinen Studentenausschüsse (AstA) die vertriebenen Studenten an den Universitäten und Hochschulen der westlichen Besatzungszonen zu Interessengemeinschaften zusammen. An den AstA wurden Flüchtlingsreferate eingerichtet und mit den gewählten Obmännern der Flüchtlingsstudenten besetzt. Diese Zusammenschlüsse wurden neben den landsmannschaftlichen Studentengemeinschaften zu einer der beiden Keimzellen der VHDS.
Im Zusammenwirken mit dem Verband Deutscher Studentenschaften (VDS) wurden dem Hauptamt für Soforthilfe und späteren Bundesausgleichsamt und den mit der Materie befassten Abgeordneten des Deutschen Bundestages, die sich aus der sozialen Situation ergebenden Forderungen der vertriebenen Studenten auf Studienförderung mit Erfolg vorgetragen. Zweckentsprechende Regelungen erfolgten nach dem Gesetz zur Milderung sozialer Notstände (Soforthilfegesetz) vom 8. August 1949 (WiGBl, S. 205) durch das Lastenausgleichsgesetz vom 14. August 1952 (BGBl I, S. 446).
Für die aus der DDR geflüchteten Studenten wurde beim VDS eine „Flüchtlingsberatungsstelle“ eingerichtet und mit Theo Tupetz besetzt. Später war Tupetz beim Deutschen Bundesstudentenring Leiter des Sozialamtes und bei der Otto-Benecke-Stiftung Geschäftsführer. Insbesondere seinen Bemühungen ist zu danken, dass es von einer unzureichenden Flüchtlingshilfe zu einer allgemeinen Studienförderung nach dem sogenannten Honnefer Modell kam.
Im VHDS war Theo Tupetz von Dezember 1952 bis März 1954 Geschäftsführer und nachfolgend bis Juni 1957 Vorsitzender.

### Kultur-, Heimat- und Ostpolitik
Neben der skizzierten Sozialarbeit kam es wegen einer selbstverständlichen Beschäftigung mit kulturellen sowie heimat- und ostpolitischen Fragen zu meist landsmannschaftlichen Gruppenbildungen an den Universitäten und Hochschulen.
Bei Gesprächen von Studenten dieser Gruppen mit heimatvertriebenen Jungakademikern und Wissenschaftlern im Januar 1950 in Markgröningen/Wttbg. erkannte man die Notwendigkeit, vor Ort aktive Minderheiten zu bilden, die aus innerer Verpflichtung für die Gesamtheit der Heimatvertriebenen eintreten.
Zwecks Schaffung eines organisatorischen Rahmens fand auf Einladung des Deutsch-Baltischen Jugend- und Studentenringes vom 9. bis 12. Oktober 1950 in der Hessischen Landvolkshochschule Neustadt bei Marburg/Lahn (Gastgeber: Wilfried Schlau) ein ostdeutsches Studententreffen statt. Die 50 Teilnehmer beschlossen die Gründung der VHDS.

## Werdegang der VHDS
Die VHDS wurde als „Vereinigung Heimatvertriebener Deutscher Studenten“ mit der Rechtsform eines e. V. und Sitz in Marburg an der Lahn gegründet.
Betont wurde ausdrücklich, dass die neue Vereinigung die bestehende Eintracht und das kollegiale Zusammenleben von Einheimischen und Heimatvertriebenen an den Universitäten und Hochschulen nicht stören soll.
Die Vereinsgründung erfolgte
- zur Wahrung des ostdeutschen Kulturerbes,
- zwecks Heranbildung von Führungskräften zur Interessenvertretung,
- in dem Bestreben, auf Hochschulebene im In- und Ausland das Vertriebenenproblem bekannt zu machen und durchzusetzen, dass die Anliegen der Millionen deutschen Heimatvertriebenen als gesamtdeutsche und -europäische Anliegen erkannt werden.

Letzterem Zweck dienten in der Aufbauphase 1951/52 die nachfolgend von dem Geschäftsführer Walter Fr. Schleser dargelegten Aktivitäten der Geschäftsführung:
- die Organisation von Reisen deutscher Professoren zu Vorträgen an deutschen Universitäten und Hochschulen,
- die breite Streuung eines vierseitigen Flugblattes „Deutsche Heimat im Osten“[3]
- eine Diskussion im Hessischen Rundfunk am 25. Juli 1951,
- im September 1951 die Durchführung einer Tagung an der tschechischen Grenze in Furth im Wald mit 60 Studentenvertretern und Redakteuren von Studentenzeitschriften aus 13 Ländern. Hauptredner: Staatssekretär Ottomar Schreiber vom Bundesministerium für Vertriebene.
- die Teilnahme an der Weltkonferenz für Moralische Wiederaufrüstung in Caux sur Montreux Ende September 1951 mit dem Ehrengast Tadeusz Komorowski (General Bór-Komorowski), den polnischen Befehlshaber des Warschauer Aufstandes 1944, nachfolgend
- ein Gespräch mit dem stellv. Hochkommissar der Vereinten Nationen für Flüchtlinge (UNHCR) im Genfer Völkerbundpalast über Probleme der Vertriebenen und Flüchtlinge in Österreich, die (im Gegensatz zu den Vertriebenen in der Bundesrepublik Deutschland) auch seiner Obhut unterstanden,
- die Teilnahme an einer Konferenz von Exilpolitikern in London im Januar 1952. Bei dieser Gelegenheit konnte das VHDS-Vorstandsmitglied Schleser mit Politikern sprechen, die für Vertreibungsmaßnahmen verantwortlich waren: so mit dem polnischen Ministerpräsidenten Stanisław Mikołajczyk und den ehemaligen tschechischen Ministern Ripka und Jaroslav Stránský. Stransky, Justizminister 1945, wurde von Schleser das „Sudetendeutsche Weißbuch“ über die ethnischen Säuberungen in der CSR im Jahr 1945 und die „Charta der deutschen Heimatvertriebenen“[4] vom 5. August 1950 überreicht. Außerdem wurde ein Offener Brief an die Leitung der Konferenz mitunterzeichnet, in dem sich die Verfasser u. a. dagegen aussprachen, dass Menschen an einer Konferenz teilnehmen, die wegen Menschenrechtsverletzungen vor ein Tribunal gehörten.[5] Prof. Stransky[6] nahm später die Einladung von Schleser zu einem offenen „Akademischen Gespräch“ mit einigen sudetendeutschen Studenten, Politikern und Journalisten  am 23. Juli 1952 um 17 Uhr im „Hotel am Zoo“ in Frankfurt/Main an. Der terminierte Aufenthalt erfolgte auf der Durchreise Stranskys von einem Besuchsaufenthalt in München zum Internationalen Juristenkongress in Berlin, vor dem er einen Vortrag halten sollte. Hinsichtlich des  nicht publiken „Akademischen Gesprächs“ in Frankfurt sprach sich der Hessische Innenminister Heinrich Zinnkann nicht für eine zur Diskussion gestellte Verhaftung von Stransky aus; er erließ allerdings gegen den tschechoslowakischen Justizminister des Jahres 1945 aus Gründen der öffentlichen Sicherheit und Ordnung ein Redeverbot. Interveniert hatte – laut Ost-West-Kurier –  der  sudetendeutsche Parteifreund MdB Richard Reitzner.  Das Redeverbot wurde am 23. Juli um 17 Uhr im Hotel von Kriminalbeamten verkündet.[7]

- im Juni 1952 in Vertretung aller deutschen Vertriebenenverbände Teilnahme an der Ehrenpromotion des in den USA wirkenden Pfarrers und „Vaters der Heimatvertriebenen“ Emmanuel Reichenberger in Graz.  Festakt und Kundgebung wurden vom amerikanisch kontrollierten Radio Rot-Weiß-Rot übertragen.

Die Vereinigung entwickelte sich auch wegen der skizzierten sozialpolitischen Aktivitäten rasch zu einem großen deutschen Studentenbund mit rund 6.000 Mitgliedern (bei 15.084 vertriebenen Studenten an westdeutschen wissenschaftlichen Hochschulen im Wintersemester 1952/53). Ihr gehörten 12 landsmannschaftliche Bünde sowie Hochschulgruppen an 34 Universitäten und Hochschulen an. In Österreich waren der Verband Katholischer Donauschwäbischer Hochschüler" sowie Studentengruppen an den Universitäten Wien, Graz und Innsbruck Mitglieder. Ab 1954 konnten dem umbenannten „Verband Heimatvertriebener und Geflüchteter Deutscher Studenten e. V.“ (VHDS) auch Gruppen geflüchteter Studenten aus der DDR angehören. Mitglied wurde 1954 außerdem die „Arbeitsgemeinschaft der Exilstudentenverbände“ in Deutschland.
Am 6. Dezember 1952 war die VHDS schon so etabliert, dass ihr Vorsitzender Schleser neben Abgeordneten, hohen Beamten und Vertretern befreundeter Organisationen auch die Bundesminister für Vertriebene und für gesamtdeutsche Aufgaben, Hans Lukaschek und Jakob Kaiser, zu einem Empfang im Adam-Stegerwald-Haus in Königswinter am Rhein einladen konnte.
In politischer Hinsicht beschlossen die Delegierten der 5. VHDS-Hauptversammlung am 30. Juni 1957 unter Leitung des Ehrenvorsitzenden Walter Fr. Schleser in Königstein/Taunus eine „Königsteiner Resolution“ mit Vorschlägen auch zur Wiedervereinigung Deutschlands.
Weiteres ist den unten benannten VHDS-Schriften Das Freie Forum (1955) und  Jenseits von Elbe und Oder – 10 Jahre VHDS (1960) zu entnehmen.
Der Studentenverein VHDS wurde 1964 vom Ostpolitischen Deutschen Studentenverband (ODS) abgelöst, dieser ging 1984 im 1985 vom Bundesinnenministerium als rechtsextremistisch eingestuften Gesamtdeutschen Studentenverband (GDS) auf.